# Hammen
De Hammen is een betonde vaargeul in de Oosterschelde in de provincie Zeeland tussen de haven van Burghsluis en het Havenkanaal van Zierikzee. West van de haven van Burghsluis gaat de Hammen verder tot voorbij het meest noordelijke deel van de Oosterscheldekering. De toegang voor vaartuigen tot het water in de buurt van de kering is verboden in verband met de sterke getijstroom. Bij Zierikzee sluit het vaarwater aan op de vaargeulen Roompot en op de Geul van de Roggenplaat.
Het water is zout en heeft een getij. De waterdiepte gaat van –31,6 tot –12,6 meter t.o.v. NAP. Zuid van de Hammen ligt de droogvallende zandplaat Roggenplaat.
Het water is te gebruiken voor schepen tot en met CEMT-klasse Va. De toegang tot de havens van Burghsluis en Zierikzee is beperkt voor vaartuigen tot en met CEMT-klasse II.
De Hammen is onderdeel van Nationaal Park Oosterschelde en valt binnen het Natura 2000-gebied Oosterschelde.